# Cornufer bufonulus
Cornufer bufonulus es una especie de anfibios de la familia Ceratobatrachidae.

## Distribución geográfica
Es endémica de Nueva Bretaña (Papúa Nueva Guinea). 

## Estado de conservación
Se encuentra amenazada por la pérdida de su hábitat natural.